# Fliegengewicht
Das Fliegengewicht ist beim Profiboxen die Gewichtsklasse zwischen dem Leicht-Fliegengewicht und dem Super-Fliegengewicht. Kämpfer dieser Gewichtsklasse wiegen mehr als 49 kg und weniger als 52 kg.

## Professionelles Boxen
Das Fliegengewicht ist die zuletzt eingeführte Gewichtsklasse der acht traditionellen Boxkategorien. Alle Kämpfer unterhalb des Federgewichts zählten vor 1909 – ohne Rücksicht auf ihre Größe – zum Bantamgewicht. Der Verband, der später zum British Boxing Board of Control wurde, veranstaltete 1911 einen Kampf, der Sid Smith zum ersten Fliegengewicht-Weltmeister krönte. Der von 1914 bis 1923 dominierende Jimmy Wilde war der erste Kämpfer, der sowohl in Großbritannien als auch in den Vereinigten Staaten als Fliegengewicht-Weltmeister anerkannt war.
Andere wichtige Fliegengewichtler sind Pancho Villa, Walter McGowan, Pascual Pérez, Pone Kingpetch, Miguel Canto, Dave McAuley, Mark "Too Sharp" Johnson, Manny Pacquiao, Jorge Arce, Vic Darchinyan, Nonito Donaire und Pongsaklek Wonjongkam.

### Derzeitige Weltmeister
| Genehmigendes Gremium | Herrschaftsbeginn  | Weltmeister                        | Bericht          | Titelverteidigungen |
| --------------------- | ------------------ | ---------------------------------- | ---------------- | ------------------- |
| WBA                   | 2. April, 2011     | Hernan Marquez (Mexiko)            | 32-2 (25 KO)     | 2                   |
| WBC                   | 27. März, 2010     | Pongsaklek Wonjongkam (Thailand)   | 83-3-2 (45 KO)   | 4                   |
| IBF                   | 20. November, 2009 | Moruti Mthalane (Südafrika)        | 28-2 (19 KO)     | 3                   |
| WBO                   | 16. Juli, 2011     | Brian Viloria (Vereinigte Staaten) | 30-3-0-2 (17 KO) | 1                   |

## Amateur-Weltmeister

### Olympische Weltmeister
- 1904 –  George Finnegan (USA)
- 1920 –  Frankie Genaro (USA)
- 1924 –  Fidel LaBarba (USA)
- 1928 –  Antal Kocsis (HUN)
- 1932 –  István Énekes (HUN)
- 1936 –  Willy Kaiser (GER)
- 1948 –  Pascual Pérez (ARG)
- 1952 –  Nathan Brooks (USA)
- 1956 –  Terry Spinks (GBR)
- 1960 –  Gyula Török (HUN)
- 1964 –  Fernando Atzori (ITA)
- 1968 –  Ricardo Delgado (MEX)
- 1972 –  Georgi Kostadinow (BUL)
- 1976 –  Leo Randolph (USA)
- 1980 –  Petar Lessow (BUL)
- 1984 –  Steve McCrory (USA)
- 1988 –  Kim Kwang-Sun (KOR)
- 1992 –  Choi Chol-Su (PRK)
- 1996 –  Maikro Romero (CUB)
- 2000 –  Wijan Ponlid (THA)
- 2004 –  Yuriorkis Gamboa (CUB)
- 2008 –  Somjit Jongjohor (THA)

### Pan-Amerikaner-Weltmeister
- 1951 – Alberto Barenghi (ARG)
- 1955 – Hilario Correa (MEX)
- 1959 – Miguel Angel Botta (ARG)
- 1963 – Floreal García (URU)
- 1967 – Francisco Rodríguez (VEN)
- 1971 – Francisco Rodríguez (VEN)
- 1975 – Ramón Duvalón (CUB)
- 1979 – Alberto Mercado (PUR)
- 1983 – Pedro Orlando Reyes (CUB)
- 1987 – Adalberto Regalado (CUB)
- 1991 – José Ramos (CUB)
- 1995 – Joan Guzmán (DOM)
- 1999 – Omar Andrés Narváez (ARG)
- 2003 – Yuriorkis Gamboa (CUB)
- 2007 – McWilliams Arroyo (PUR)

## Kickboxen
Im Kickboxen wiegt ein Fliegengewichtler generell 53 kg oder weniger.

## Ringen
Beim Ringen liegt die Obergrenze des Fliegengewichts bei 55 kg (Männer) bzw. 48 kg (Frauen).